# Поляков Іван Кузьмич
Іван Кузьмич Поляков (25 вересня 1922 — 2 серпня 1993) — радянський військовик, учасник німецько-радянської війни у ході якої відзначився у битві за Дніпро. Герой Радянського Союзу (1943).

## Біографія
Народився 25 вересня 1922 року в селі Верхня Кумашка нині Шумерлінського району Республіки Чувашія в селянській родині. Чуваш. Закінчив 9 класів, працював у сільраді.
З 1942 року у Червоній Армії.
У діючій армії з липня 1942 року. Зв'язківець 224-го гвардійського стрілецького полку (72-а гвардійська стрілецька дивізія, 7-а гвардійська армія, Степовий фронт) гвардії єфрейтор І. К. Поляков в ніч на 25 вересня 1943 року переправився через Дніпро у села Бородаївка (Верхньодніпровський район Дніпропетровської області), брав участь у відбитті контратак противника. Вчасно позбувався пошкоджень на лінії, забезпечуючи зв'язок командиру батальйону. Замінив у бою командира стрілецької роти який загинув, втримавши захоплений рубіж. Особисто підбив ворожий танк.
26 жовтня 1943 року гвардії єфрейторові Полякову Івану Кузьмичу було присвоєно звання Героя Радянського Союзу.
Після війни продовжував службу в армії. У 1958 році закінчив Полтавське військове піхотне училище.
З 1964 року капітан І. К. Поляков у запасі. Жив у Києві. Працював у виробничому об'єднанні «Хімволокно». Помер 2 серпня 1993 року.